# Trident Motorsport
Trident Motorsport (anteriormente conhecida como Trident Racing) é uma equipe italiana de automobilismo que disputa atualmente os Campeonatos de Fórmula 2 e Fórmula 3 da FIA. Em 2021, a Trident conquistou o título do Campeonato de Equipes da Fórmula 3.

## História
A equipe foi fundada em 2006 por Maurizio Salvadori junto a Tommaso Rocca, fazendo sua estreia na temporada da GP2 Series de 2006 com os pilotos Gianmaria Bruni (italiano) e Andreas Zuber (austríaco), que obtiveram três vitórias para a equipe duas sendo de Bruni. Atualmente a escuderia tem como director técnico Vittorino Mattai. Para a temporada 2007 contou com os pilotos Pastor Maldonado (Venezuela) e Kohei Hirate (Japão). Seus principais patrocinadores eram a PDVSA e o programa da companhia Toyota TDP.

## Títulos
Campeonatos de equipes
- Campeonato de Fórmula 3 da FIA: 2021

Campeonatos de pilotos
- Campeonato de Fórmula 3 da FIA: 2023, 2024 e 2025